# قلبا وقالبا
قلباً وقالباً (بالإنجليزية: Inside Out)‏ هو فيلم كوميديا دراما مُحرك حاسوبياً ثلاثي الأبعاد أمريكي من إنتاج استيديوهات بيكسار وإصدار أفلام والت ديزني. الفيلم من تأليف وأفكار بيت دوكتر الذي تواصل مع مباشرة مع المخرج المشارك روني ديل كارمن وجوناس ريفيرا. تدور القصة داخل رأس الطفلة ريلي أندرسون التي تنتقل لمدينة جديدة مع عائلتها حيث تتحكم بها خمس مشاعر -وهي: الفرح، والحزن، والغضب، والاشمئزاز، والخوف- وتقود حياتَها. والفيلم من بطولة آيمي بوهلر وفيليس سميث وبيل هادير ولويس بلاك ومندي كايلينج.
بدأ تطوير الفيلم في 2009 حيثُ لاحَظ دوكتر ابنَته وما يَحصُل معها من التغييرات النفسيّة كُلّما كَبُرت. ولاحظَ أنه كُلّما تقدمت ابنته في العمر قلّتْ سعادتها وبهجتها وأصبحت مزاجية وانعزالية أكثر فأكثر. وقد استشارَ مُنتِجوا الفيلم العديدَ من عُلماء النَفس تمهيداً لِكتابَة القِصّة. وكانَت القِصّة المُقترحَة الأوليّة غير مُرضيةَ، فأعيدَ النَظر في إنتاجِ الفيلم مِراراً وتكراراً حتّى استَقروا على أحدِها.
عرض الفيلم لأول مرّة في الدورة الـ68 لمهرجان كان السينيمائي ولم يدخُل ضِمنَ المُنافَسة. وعرض في 19 يونيو 2015 في الولايات المُتّحدة، وبدأ عَرضُه في 6 أغسطس 2015 في دورِ العرض في الشرق الأوسط مُدبلجاً ومُترجماً. وقد تلقّى الفيلم مُراجعاتٍ إيجابيّة وحازَ على إعجابِ النُقّاد والجمهور على حَدٍ سواء، ويُذكَر أنّه في العَرضِ الأوّل للفيلم في مهرجان كان وقف جميع الحاضرين تصفيقاً بعد نهايته. وحازَ الفيلمُ على 90 مليون دولار في أسبوعِ افتتاحِه، ليكون بذلك أعلى الأفلام الأصليّة إيراداً في أسبوعِها الأوّل. وقد وصلت أرباحُ الفيلم لأكثَر من 856 مليون دولار. يُذكَر أن الفيلم ترشّح وفازَ بعدّة جوائِز من أبرَزِها جائزة الأوسكار والبافتا والغولدن غلوب لأفضل فيلم أنيميشن.

## القِصّة
وُلِدت فتاةٌ في مينيسوتا سُمّيت برايلي، ومع لحظَة ولادتها وُلِدت خمسُ مشاعر رئيسيّة في رأسِها. هذه المشاعر هي: الفرح، والحزن، والاشمئزاز، والخوف، والغضب. تعيش تلك المشاعر في رأس رايلي وتتحكّم في وعيها، حيثُ أنّ حركات رايلي وتصرّفاتها جميعُها بسبب المشاعر تلك. وتُخزّن الذكريات في كُراتٍ بلّوريّة مؤقتاً وحينَ تنام الفتاة تنتقل لتُخزّن في الذاكرة البعيدة المدى. بالإضافة إلى ذلك، هُناك ذكريات رئيسيّة توضَع في مكانٍ خاص، وتكوّن تلك الذكريات جُزراً في عقلها يعكس كُل منها جانباً من شخصيّتها. في بداية حياتِها تكون الفرح هي المسيطرة على العقل وتجعل رايلي في حالة سعيدة، أمّا باقي المشاعر يتحكّمون فيها أيضاً ولكن لا يعلمون فائدة الحزن سوى أنّها تجعل رايلي تبكي، ومن هنا تبدأ المشاكل.
عندما بلغت رايلي الحادية عشر من عمرها، تنتقل عائلتها إلى سان فرانسيسكو وذلك بعد حصول والِدها على عملٍ جديد. لم تُعجب رايلي بالمنزل الجديد ووجدت صعوبةً في التأقلُم كما أنّ أغراضهم ما زالت في الشاحنة ولم تصل. تُصاب الفرح بالقلق وذلك بعد أن صارت الحزن تلمس الذكريات السعيدة وتحوّلها لحزينة، لذلك تُحاول أن تُبقي الحزن بعيدة. ولكن في اليوم الأول في مدرسة رايلي الجديدة، تُسبّب الحزن البكاء لرايلي داخل الفصل الدراسي وذلك بعد تذكّرها لذكريات سعيدة أصبحت حزينة بعد أن لمستها الحزن، يتسبّب هذا في إنشاء ذاكرة حزينة أساسيّة. تُحاول الفرح مباشرةً منع ذاكرة الحزن الأساسيّة من الوصول إلى المخزن ولكن يتسبّب هذا بانتشار الذواكر الأساسيّة في الغرفة وإغلاق المخزن وجعل الجُزر الشخصيّة غير مستقرة. وقبل أن تتمكّن الفرح من إعادتهم يقوم أنبوبٌ بامتصاص الذكريات وتلحق بهم الفرح والحزن ويؤدّي هذا الأنبوب إلى باقي عقل رايلي. تصل الحزن والفرح في النهاية إلى متاهة كبيرة من الذكريات فيحاولان العودة إلى حجرة التحكّم.
يُحاول كُل من الغضب والخوف والاشمئزاز الحفاظ على حالة رايلي العاطفية أثناء غياب الفرح، ولكن بسبب هذا تبتعد رايلي أكثر عن والديها وأصدقائها وهواياتها عن غير قصدٍ منهم. يؤدّي ذلك إلى تداعي الجُزر ودمارها. ثم تخطُر على بال الغضب فكرة، وهي أن يجعل رايلي تهرب إلى مينيسوتا مُعتقداً أنّ الذكريات السعيدة ستعود إذا فعلت ذلك. في ذلك الوقت، تعثر الفرح والحزن على بينغ بونغ وهو صديق رايلي الخيالي الذي يحاول مساعدتهم، وأخبرهم أنّهم لن يتمكّنوا من العودة إلا بركوبهم لقطار الأفكار الذي يذهب بشكلٍ دائم إلى حجرة التحكم. يعثرون أخيراً على القطار ولكنّهم يفشلون في ركوبه وذلك بعد دمار إحدى الجُزر الشخصيّة.
أثناء صعود رايلي الحافلة مُتّجة لمينيسوتا، تُحاول الفرح العودة إلى المقر عبر أنبوب ذاكرة استرجاعيّة، وتحاول التخلّص من الحزن خوفاً من أن تتحول لذكريات السعيدة إلى حزينة إذا انتقلا معاً. ولكن ينكسر الأنبوب فتسقط الفرح مع بينغ بونغ في الذكريات المهملة. تبحث الفرح بيأسٍ عن مخرج في الذكريات المهملة، وحين بحثها تقع عينيها على ذاكرة حزينة في حياة رايلي حيثُ خَسِرت في ذاك اليوم مباراة الهوكي فأصابها الحزن، وبسبب هذا الحزن أتى والداها وأصدقائها لإسعادها، هُنا تُدرِك الفرح أهميّة الحزن الفعليّة، فلولا الحزن لما ذاق المرء طعم بالسعادة.
ثم تحاول الفرح وبينغ بونغ الخروج من الذاكرة المهملة عن طريق قيادة مركبة بينغ بونغ الصاروخية، وبعد محاولات فاشلة عديدة، يُدرك بينغ بونغ أن وزنهم الثقيل لا يسمح لهم في الخروج، فيقفز من المركبة لتصل الفرح إلى الدماغ بسلام. ثم تستخدم الفرح عدّة أدوات من جزيرة الخيال لمساعدتها على الوصول الحجرة الرئيسية. حيث تصل لهناك وتُعطّل الفكرة التي جاء بها الغضب، وتدفع رايلي للشعور بالسعادة مرّة أخرى والعودة لمنزلها الجديد.
بعد إعادة الذكريات الأساسيّة لمكانها، يتزامن ذلك مع وصول رايلي للمنزل. تذهب لوالديها وتنهار باكية مُعترفة لهم أنها تفتقد حياتها القديمة ولا يمكنها إدّعاء السعادة طول الوقت؛ فيُطمئنها والِداها. وهنا تُصبِح الفرح والحزن أكثر تفاهُماً ويقوما معاً بتشكيل ذاكرة أساسيّة مزدوجة جديدة مما يؤدّي لنشوء جزيرة شخصيّة جديدة. ثم بعدَ بذلك بعام، رايلي تكيّفت في منزلها الجديد، وصارت المشاعر تتفاهم وتُساعِد بعضها البعض لقيادة رايلي، وصارت وحدة التحكّم أكبر وجُزر شخصيّة إضافية ناتجة من الذكريات الأساسيّة المزدوجة.

## طاقم التمثيل

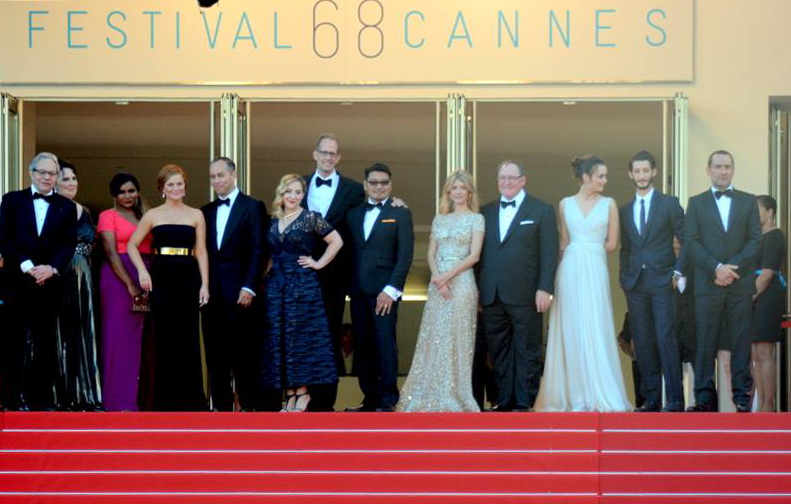
طاقَم عَمل الفيلم مع مُمثّلي الأصوات الإنجليزيّة والفرنسيّة خِلال عَرض الفيلم في مهرجان كان 2015. ويظهر من اليسار إلى اليمين: لويس بلاك، فيليس سميث، مندي كايلينج، آيمي بوهلر، جوناس ريفيرا، ماريلو بيري، بيت دوكتر، روني ديل كارمن، ميلاني لوران، جون لاسيتر، شارلوت لوبون، بيار نيني، جيل لولوش.

### النُسخة الأمريكيّة
- آيمي بوهلر بدور الفرح.
- فيليس سميث بدور الحُزن.
- بيل هادير بدور الخوف.
- لويس بلاك بدور الغضب.
- مندي كايلينج بدور الاشمئزاز.
- كاتلين دايس بدور رايلي أندرسون.
- دايان لاين بدور والِدة رايلي.
- كايل ماكلاشلان بدور والِد رايلي.
- ريتشارد كيند بدور بينغ بونغ.

بالإضافَة إلى كونِ عَدد من مُنتجي الفيلم شاركوا بالأداء الصوتي لبعضِ الشخصيّات الثانوية، بما في ذلك المُخرِج بيت دوكتر الذي أدّى صوتَ الغضب لدى الأب.

### النُسخَة العربية
- جيهان الملا بدور الفرح.
- إيمان بيطار بدور الحزن.
- سمير معلوف بدور الخوف.
- جورج دياب بدور الغضب.
- رنا الرفاعي بدور الاشمئزاز.
- لين كعكاتي بدور رايلي
- شربل أيوب بدور والد رايلي.
- رانيا مروة بدور والدة رايلي.
- توفيق شهاب بدور بينغ بونغ
- فادي الرفاعي بدور غضب الوالد، عامل الغفلة
- ريما الأعور بدور عاملة الغفلة
- إليز نصر بدور المعلمة
- رالين داغر بدور ميغ
- إيمان عنان
- جورج أبو سلبي
- فؤاد شمص بدور المهرج جانكلز.
- زياد منذر بدور قبطان المروحية البرازيلي

## الإنتاج

### التطوير
أصلُ فِكرة الفيلم بدأت مُبكّراً في حياة بيت دوكتر، حيثُ انتَقل في طفولَته مع عائِلته إلى الدنمارك لدِراسَة موسيقى كارل نيلسن. وفي الوقت الذي تكيّفت فيه أختُه مع المُجتَمع بسهولة، واجَه هوَ صعوبَةً في التكيّف مع المُجتَمع الجديد. ولم يَكُن يَخرُج كثيراً مع الأطفال ليلعَب، بل كان يَجلِسُ وحيداً يَرسُم؛ تِلك الهواية أدّت بِه في نهايَة المطاف إلى الرسوم المُتحرّكة.
في أواخِر 2009، لاحَظ دوكتر ابنَته وما يَحصُل معها من التغييرات النفسيّة كُلّما كَبُرت. ولاحظَ أنه كُلّما تقدمت ابنته في العمر قلّتْ سعادتها وبهجتها وأصبحت مزاجية وانعزالية أكثر فأكثر. وتصوَّر أنّ هُناكَ كائِنات تُحرّكُها في الداخِل، فواتَته فِكرَة تصوير المشاعِر التي تتحكّم بالإنسان عبرَ فيلم أنميشن وتحمّس لذلك. وبدأ البحثَ عن مَعلوماتٍ حولَ الدِماغ البشريّ بمُساعَدة المُنتِج جوناس ريفيرا ومُساعِد المُخرِج روني ديل كارمن. وقد تحدّثوا مع بول إيكمان الطبيبُ النفساني الذي كرّسَ حياتَه لدِراسَة العواطِف الإنسانيّة. إيكمان في بِدايَة مسيرَتِه المهنيّة قسّمَ المشاعِر إلى سِتّة أقسام أساسية وهيَ: الخوف، والغضب، والحزن، والفرح، والاشمئزاز، والمفاجأة. وَجدَ دوكتر أنّ الخوفَ والمُفاجأة مُتشابِهان إلى حَدٍّ ما، لذلِك جَمعهُما مَعاً فَبَقي خَمسُ مَشاعِر وهيَ التي ظَهرت في الفيلم. كما كانوا خلالَ تطوير الفيلم في مُحادثاتٍ حول إضافَة أربَع مشاعِر أُخرى وهي: الشماتَة، والملل، والكبرياء، والأمل. كما استعانَ طاقَم الفيلم داكِر كيلتنر وهو أستاذُ علم نفس في جامعة كاليفورنيا، وقد اقتَرح أن يُركّزوا على الحُزن لأنّه العاطفة الذي يُعزّز العالاقات بين البشر.
تشجّعت بيكسار بعدَ النَجاحِ الكبير الذي حَقّقه فيلم دوكتر فوق في 2009 لإعطائِه الضوءَ الأخضَر لإنشاءِ فيلمٍ آخر مع قِصّة أكثَر تعقيداً. ويُعتَبر هذا الفيلم أوّل فيلمٍ لبيكسار دونَ استشارَة الشريك المُؤسّس والمُدير التنفيذي السابِق لشَركة أبل ستيف جوبز الذي تُوفّي في أكتوبر 2011. كما افتَقر الفيلم لمُساهَمة جون لاسيتر المُدير والمُستشار الإبداعي الذي كانَ مَشغولَاً بإعادَة هيكَلة استديوهات والت ديزني في لوس أنجلوس.

### القصّة
وظّف بيت دوكتر طاقَماً لِكتابَة قِصّة الفيلم، وباعتبار أنّ صناعة الرسوم مهنَة الرجال مُسيطرون عليها، فقد جعل دوكتر طاقمَه نِصفَه من النساء. وبعدَ البَحث المُستَمر وقعَ اختيارُهم على عقلِ فتاة لتدورَ أحداثُ القِصّة بِه، وذلِك بسبب البُحوثات التي أظهَرت أنّ الفتيات بينَ سِن 11 و17 أكثَر إظهاراً لمشاعِرهن وعواطِفهن وأكثَر تغييراً في بُنيَتِهن من الفتيان. وحاولوا الابتعادَ قَدرَ الإمكان عن الصورة النمطيّة التي تَظهر فيها الفتيات كَحُبِهنّ للون الوردي والفساتين.
استَمرّ تطويرُ القِصّة من سنتين إلى ثلاث سنوات، وكانَت تُعرَض القِصّة باستمرار على Brain Trust وهُم مجموعَة المُستشارين الإبداعيين في بيكسار يُشرِفون ويُنقّحون ويُراقبون تطويرَ جميعِ الأفلام. بعدَ الكثيرِ من العَمل والكِتابَة والاقتراحات من صانِعي الأفلام، تبدأ عمليّة الإنتاج؛ إلّا أنّ النُسخّة قُيّمت مُجدّداً بعدَ ثلاثِ أشهُر فأعُيدَ هيكَلتُها. كيفن نولتينغ وهوَ أحد المُحرّرين ذَكر أنّه يوجَد على الأقل سَبعُ نُسخٍ مُختَلفة مِن الفيلم قبل أن يَقع الاختيار على أحدِهم وتبدأ مرحَلة الإنتاج. وخِلالَ كِتابَتهم وجدوا أنّ أصعَب شخصيّة والأكثَر تعقيداً هيَ الفرح.
خِلالَ مؤتَمر سيغراف 2013 (مجموعَة الاهتمام المُشتَرك بالرسومات الحاسوبيّة والتقنيات التفاعليّة SIGGRAPH) قالَ بيت أنّ القِصّة هيَ من أصعَب القِصص التي عَمِل عليها، حيثُ يجب أن يَجمَع بينَ تَصرّفات الطِفلَة وما يَحدُث داخِل عقلِها. وذَكر أنّ الأمر استَغرَق مِنهُم أربَع سنواتٍ للتوفيق بينَ عَقل الفتاة ومشاكِلها الشخصيّة وحياتِها الخارجيّة. وساعَدهُم مَفهوم الجُزر الشخصيّة personality islands الذي ابتكروه داخِل عقل الفتاة على تطوير الشخصيّات بسهولَةٍ أكثَر. كما جَعلوا الأفكار عِبارَة عن حقلٍ، تقوم بِه الشخصيّات بزراعة الأفكار الجديدة كما يَزرَع المُزارِع بُستانَه.
في النُسخ الأولى من الفيلم كانوا يُركّزون على الفرح والخوف لاعتقادِهم أنّه سيكون أكثَر إمتاعاً للمُشاهدين. وبحلولِ يوليو 2012، أشرَفَ على المَشروع عَدداً من السينيمائيين في بيكسار. شَعر بيت دوكتر أنّ القِصّة لم تَكُن بالمُستوى المطلوب، فخافَ على مَشروعِه من الفَشل. وفي يومٍ أثناء عودَتِه إلى المَنزِل فكّر كثيراً في الفيلم وأنّه سيفشَل فبدأ يُفكّر أن عليه الاستقالة من المشروع. وخِلاَل تفكيرِه بتقديمِ استقالَته، فكّر أنّ المَشاعِر تَهدِف لربط الناس معاً وأن العالاقات هيَ أهمّ شيءٍ في الحياة. فالتقى مع جوناس ريفيرا وروني ديل كارمن في تِلك الليلة ليُخبِرهم بمُخطّطه الجديد للفيلم التي كانَ أساسُه أن سيتَبدِل الخوف بالحُزن فوجَد مُوافَقةً على ذلك ثُمّ أبلَغ المُشرفين في بيكسار.
وخلال إعادَة كِتابَة الفيلم، دَخل طاقَم الكتابة كُلّ من جوش كولي وميج ليفاوف وشاركا كتابة السيناريو مع دوكتر. وكما حَدث مع دوكتر، فإن كولي وليفاوف استَلهموا كتابَتهم من خِلال خبرتهم التي حصلوا عليها مع تعامُلهم مع أطفالِهم. وقد علّق كولي على هذا الأمر في مجلة Creative Screenwriting قائِلاً: «إن سبَب وجودِ المشاعِر هي لِحمايَتنا، فمثلاً الخوف يُخبِر أجسامَنا أنّ هُناك خَطباً ما، والغَضب موجودٌ ليُعلِمنا أنّ هُناك ظُلماً ما يَحصُل. إن هذا هو معنى الأبوّة والأمومة الحقيقي، فأنتَ لن تكونَ أباً إذا ما حَميت أطفالَك. وقد استَعنّا بخبرتنا مع أطفالِنا في هذا، وبهذا الأسلوب استَطعنا أن نكونَ آباءً لرايلي ومشاعِرها.»
يُذكَر أنّ الكاتِب مايكل أرندت عَمِل لمُدّة عامٍ على سيناريو الفيلم، ووصف أن فكرة الفيلم إبداعيّة ولكنّها صعبةٌ جدّاً، ولكنّه ترك المشروع في أوائِل 2011.

### اختيار المُمثّلين
خِلالَ فعاليّات مُلتَقى ديزني الرسميّ في أغسطس 2013 أعلَنوا أنّ آيمي بوهلر وفيليس سميث وبيل هادير ولويس بلاك ومندي كايلينج سيكونونَ ضِمنَ طاقَم التمثيل. ومع إطلاقِ العَرض الدعائي الأوّل للفيلم في ديسمبر 2014 تبيّن أن دايان لاين وكايل ماكلاشلان سيؤدّيان دورَ آباءِ الفتاة. يُذكَر أنّ جوناس ريفيرا هوَ من اختارَ فيليس سميث حيثُ كانَ يُشاهِد فيلم Bad Teacher ورآها في مَشهدِ الغداء فاتّصل بالمُخرِج بيت وقالَ له: «أعتَقد أنّنا وجدنا الحُزن».

### الموسيقى التصويريّة
ألّف مايكل جاكينو موسيقى الفيلم وهوَ التعاوُن الخامِس مع بيكسار والتعاون الثاني مع بيت دوكتر بعدَ فيلم فوق، وصَدر الألبوم في 16 يونيو 2015.

#### قائمة الموسيقى
| 1.            | "Bundle of Joy"                              | 2:48  |       |       |       |       |       |       |       |       |       |
| 2.            | "Team Building"                              | 2:18  |       |       |       |       |       |       |       |       |       |
| 3.            | "Nomanisone Island/National Movers"          | 4:20  |       |       |       |       |       |       |       |       |       |
| 4.            | "Overcoming Sadness"                         | 0:51  |       |       |       |       |       |       |       |       |       |
| 5.            | "Free Skating"                               | 0:59  |       |       |       |       |       |       |       |       |       |
| 6.            | "First Day of School"                        | 2:02  |       |       |       |       |       |       |       |       |       |
| 7.            | "Riled Up"                                   | 1:02  |       |       |       |       |       |       |       |       |       |
| 8.            | "Goofball No Longer"                         | 1:11  |       |       |       |       |       |       |       |       |       |
| 9.            | "Memory Lanes"                               | 1:22  |       |       |       |       |       |       |       |       |       |
| 10.           | "The Forgetters"                             | 0:50  |       |       |       |       |       |       |       |       |       |
| 11.           | "Chasing the Pink Elephant"                  | 1:55  |       |       |       |       |       |       |       |       |       |
| 12.           | "Abstract Thought"                           | 1:47  |       |       |       |       |       |       |       |       |       |
| 13.           | "Imagination Land"                           | 1:25  |       |       |       |       |       |       |       |       |       |
| 14.           | "Down in the Dumps"                          | 1:47  |       |       |       |       |       |       |       |       |       |
| 15.           | "Dream Productions"                          | 1:43  |       |       |       |       |       |       |       |       |       |
| 16.           | "Dream a Little Nightmare"                   | 1:50  |       |       |       |       |       |       |       |       |       |
| 17.           | "The Subconscious Basement"                  | 2:01  |       |       |       |       |       |       |       |       |       |
| 18.           | "Escaping the Subconscious"                  | 2:09  |       |       |       |       |       |       |       |       |       |
| 19.           | "We Can Still Stop Her"                      | 2:54  |       |       |       |       |       |       |       |       |       |
| 20.           | "Tears of Joy"                               | 2:39  |       |       |       |       |       |       |       |       |       |
| 21.           | "Rainbow Flyer"                              | 2:58  |       |       |       |       |       |       |       |       |       |
| 22.           | "Chasing Down Sadness"                       | 1:45  |       |       |       |       |       |       |       |       |       |
| 23.           | "Joy Turns to Sadness/A Growing Personality" | 7:49  |       |       |       |       |       |       |       |       |       |
| 24.           | "The Joy of Credits"                         | 8:18  |       |       |       |       |       |       |       |       |       |
| المدة الكلية: | المدة الكلية:                                | 58:43 | 58:43 | 58:43 | 58:43 | 58:43 | 58:43 | 58:43 | 58:43 | 58:43 | 58:43 |

## الإصدار
في أغسطس 2011 وخِلالَ فعاليّات مُلتَقى ديزني الرسميّ أعلَنت بيكسار عن قيام المُخرِج بيت دوكتر بتأليفِ قِصّة عن عالمٍ يَعرفُه الجميع ولكن لم يَره أحد وهوَ عالَمُ العَقلِ البشريّ. وفي ديسمبر 2011 أَعطَى المُدير الإبداعي جون لاسيتر مزيداً من التفاصيلِ حولَ الفيلم قائِلاً أنّه سيكونُ داخِلَ عَقلِ فتاةٍ مُتّخذِاً مَشاعِرها كشخصيّات. وبعدَ ذلك بِعام في ديسمبر 2012 أُعلِنَ أنّ اسم الفيلم سيكون The Inside Out. ثُمّ في فبراير 2013 أُعلِنَ أنّ الاسم النهائي للفيلم هو Inside Out. وفي أبريل 2013 أعلَن حِساب ديزني•بيكسار الرَسميّ في تويتر عن اسمِ الفيلم النهائي وأعلنوا كذلك عن موعِد إصدارِه.
خَضع الفيلمُ قبل صدورِه لاختبار فحصٍ للأطفال، بسبب مخاوف المُدراء التنفيذيين أن الفيلم مُعقّد للأطفال الصِغار، إلا أن النتائِجَ كانَت إيجابيّة. عُرِضَ الفيلم لأوّل مرّة في الدورَة الـ68 لمهرجان كان السينيمائي ولم يدخُل ضِمنَ المُنافَسة؛ ويُذكَر أنّه في العَرضِ الأوّل للفيلم في مهرجان كان وقف جميع الحاضرين تصفيقاً بعد نهايته. وعُرِضَ في الولايات المُتّحدة لأول مرّة في 8 يونيو 2015 في صالَة الكابتن في هوليوود. ثُمّ بدأ يُعرض في كافّة صالات العَرض في الولايات المتحدة في 19 يونيو 2015. وعلى مُستوى الشرق الأوسط، بدأ عرضُ الفيلم بتاريخِ 6 أغسطس 2015.
هُناك فيلمٌ قصيرٌ لبيكسار يُسمّى الحمم يُرافِق عَرضُه مع عرضِ قلباً وقالباً في الصالات السينيمائيّة. الفيلم مِن إخراج جيمس فورد ميرفي وإنتاج أندريا وارن.

### الوسائط المنزليّة
سيصدُر الفيلم على أقراص DVD وBlu-ray وBlu-ray 3D بتاريخ 3 نوفمبر 2015. والنُسخة الرقميّة منه ستصدُر في 13 أكتوبر 2015. وسيأتي مع القُرص فيلمٌ قصيرٌ مثتعلّقٌ به يُسمّى «موعد رايلي الأول؟» من إخراج جوش كولي وهوَ أحد الكُتّاب في الفيلم. بالإضافة للفيلم القصير الحمم.

### ألعاب الفيديو
المشاعِر الخمسة مُتوفّر للعب في لُعبة Disney Infinity 3.0، كما أطلقت ديزني لُعبة Inside Out: Thought Bubbles على منصّة الـAndroid وIOS.

## الاستقبال الجماهيري

### آراء النُقّاد
تلقّى الفيلم تقييماتٍ إيجابيّة من النُقّاد في مُختَلف أرجاء العالم، وقد حازَ على تقييم 98% في موقع الطماطم الفاسدة على أساس 254 مُقيّم وهوَ ما مُتوسّطه 9/10. وقد وصفوه بأنّه «فيلمٌ بديع، ورسومٌ رائعة، إن فيلم قلباً وقالباً هوَ بلا شك أحد الإضافات المُميّزة لمكتبة أفلام بيكسار الكلاسيكية الحديثة.» وحازَ درجة 94 في موقع ميتاكريتيك على اساسَ تقييم 48 ناقِداً. وقد أعطى الجمهور في استطلاعات سينماسكور الفيلم درجة "A" على مقياس «A+ إلى F» لتقييم الأفلام.

## وصلات خارجية
- الموقع الرسمي
- قلبا وقالبا على موقع IMDb (الإنجليزية)
- قلبا وقالبا على موقع ميتاكريتيك (الإنجليزية)
- قلبا وقالبا على موقع روتن توميتوز (الإنجليزية)
- قلبا وقالبا على موقع نتفليكس (الإنجليزية)
- قلبا وقالبا على موقع قاعدة بيانات الأفلام العربية
- قلبا وقالبا على موقع ألو سيني (الفرنسية)
- قلبا وقالبا على موقع Turner Classic Movies (الإنجليزية)
- قلبا وقالبا على موقع أول موفي (الإنجليزية)
- قلبا وقالبا على موقع بوكس أوفيس موجو (الإنجليزية)
- قلبا وقالبا على موقع فيلمافينيتي (الإسبانية)